# 上巴伐利亚行政区
上巴伐利亚行政区（德語：Oberbayern，發音：[ˈoːbɐˌbaɪ̯ɐn] ⓘ）是德国巴伐利亚州的7个行政区之一，首府慕尼黑。上巴伐利亚行政区位于巴伐利亚州的东南部，南面和东面与奥地利接壤，东北面与下巴伐利亚行政区和上普法尔茨行政区，西北面与中弗兰肯行政区，西面与施瓦本行政区相邻。上巴伐利亚行政区内最大的城市有慕尼黑、英戈尔施塔特、罗森海姆和弗赖辛。

## 華語譯名
譯名來自英文的，德文應譯作「拜仁」。然「巴伐利亞」己成華語圈約定習俗之譯名，沿用至今。

## 行政区划
上巴伐利亚行政区下设3个非县辖城市：
1. 慕尼黑市（München）
2. 英戈尔施塔特市（Ingolstadt）
3. 罗森海姆市（Rosenheim）

上巴伐利亚行政区下设20个县：
1. 旧厄廷县（Landkreis Altötting），首府旧厄廷（Altötting）
2. 巴特特尔茨-沃尔夫拉茨豪森县（Landkreis Bad Tölz-Wolfratshausen），首府巴特特尔茨（Bad Tölz）
3. 贝希特斯加登县（Landkreis Berchtesgadener Land），首府巴特赖兴哈尔（Bad Reichenhall）
4. 达豪县（Landkreis Dachau），首府达豪（Dachau）
5. 埃伯斯贝格县（Landkreis Ebersberg），首府埃伯斯贝格（Ebersberg）
6. 艾希施泰特县（Landkreis Eichstätt），首府艾希施泰特（Eichstätt）
7. 埃尔丁县（Landkreis Erding），首府埃尔丁（Erding）
8. 弗赖辛县（Landkreis Freising），首府弗赖辛（Freising）
9. 菲斯滕费尔德布鲁克县（Landkreis Fürstenfeldbruck），首府菲斯滕费尔德布鲁克（Fürstenfeldbruck）
10. 加米施-帕滕基兴县（Landkreis Garmisch-Partenkirchen），首府加米施-帕滕基兴（Garmisch-Partenkirchen）
11. 莱希河畔兰茨贝格县（Landkreis Landsberg am Lech），首府莱希河畔兰茨贝格（Landsberg am Lech）
12. 米斯巴赫县（Landkreis Miesbach），首府米斯巴赫（Miesbach）
13. 因河畔米尔多夫县（Landkreis Mühldorf a. Inn），首府因河畔米尔多夫（Mühldorf a.Inn）
14. 慕尼黑县（Landkreis München），首府慕尼黑（München）
15. 诺伊堡-施罗本豪森县（Landkreis Neuburg-Schrobenhausen），首府多瑙河畔诺伊堡（Neuburg a.d.Donau）
16. 伊尔姆河畔普法芬霍芬县（Landkreis Pfaffenhofen a. d. Ilm），首府伊尔姆河畔普法芬霍芬（Pfaffenhofen a.d.Ilm）
17. 罗森海姆县（Landkreis Rosenheim），首府罗森海姆（Rosenheim）
18. 施塔恩贝格县（Landkreis Starnberg），首府施塔恩贝格（Starnberg）
19. 特劳恩施泰因县（Landkreis Traunstein），首府特劳恩施泰因（Traunstein）
20. 魏尔海姆-雄高县（Landkreis Weilheim-Schongau），首府魏尔海姆（Weilheim）